# نکارتنتسلینگن
نکارتنتسلینگن (به آلمانی: Neckartenzlingen) یک شهر در آلمان است که در ااسلینگن واقع شده‌است. نکارتنتسلینگن ۶٬۲۶۸ نفر جمعیت دارد.

## خواهرخوانده
شهر کملو خواهرخواندهٔ نکارتنتسلینگن هست.